# Газав
Газа́в (фр. Gazave, окс. Gasava) — коммуна во Франции, находится в регионе Юг — Пиренеи. Департамент — Верхние Пиренеи. Входит в состав кантона Барт-де-Нест. Округ коммуны — Баньер-де-Бигор.
Код INSEE коммуны — 65190.

## География

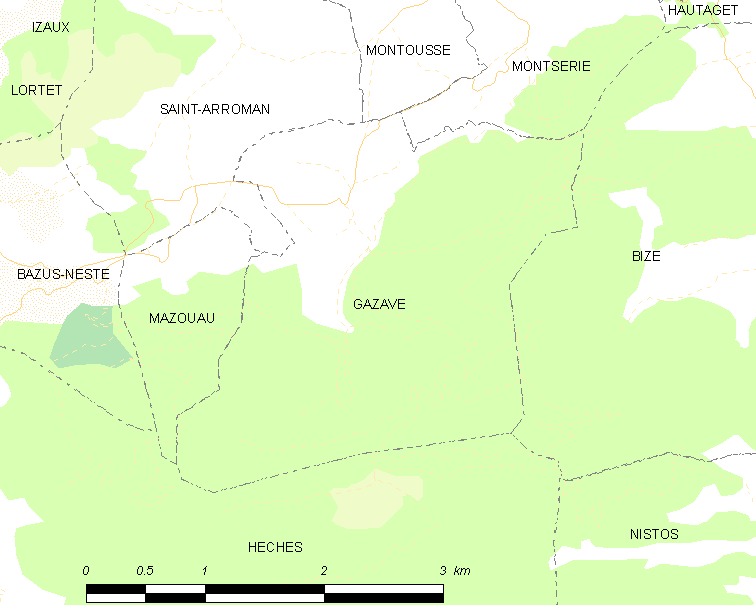
Карта коммуны

Коммуна расположена приблизительно в 670 км к югу от Парижа, в 105 км юго-западнее Тулузы, в 36 км к юго-востоку от Тарба.
Большую часть территории коммуны занимают леса.

## Климат
Климат умеренно-океанический с солнечной тёплой погодой и обильными осадками на протяжении практически всего года.

## Население
Население коммуны на 2010 год составляло 71 человек.
| 1962 | 1968 | 1975 | 1982 | 1990 | 1999 | 2010 |
| ---- | ---- | ---- | ---- | ---- | ---- | ---- |
| 133  | 108  | 112  | 110  | 88   | 68   | 71   |

## Администрация
| Период | Период | Фамилия        | Партия | Примечания |
| ------ | ------ | -------------- | ------ | ---------- |
| 2008   | 2014   | Роже Гренье    |        |            |
| 2014   | 2020   | Селин Кассаньо |        |            |

## Экономика
В 2010 году среди 53 человек трудоспособного возраста (15-64 лет) 34 были экономически активными, 19 — неактивными (показатель активности — 64,2 %, в 1999 году было 60,4 %). Из 34 активных жителей работали 32 человека (15 мужчин и 17 женщин), безработных было 2 (0 мужчин и 2 женщины). Среди 19 неактивных 4 человека были учениками или студентами, 8 — пенсионерами, 7 были неактивными по другим причинам.